# São Salvador (Mirandela)
São Salvador é uma povoação portuguesa sede da Freguesia de São Salvador do Município de Mirandela, freguesia com 14,23 km² de área e 200 habitantes (censo de 2021), tendo, por isso, uma densidade populacional de 14,1 hab./km².

## Demografia
A população registada nos censos foi:
| Distribuição da População por Grupos Etários | Distribuição da População por Grupos Etários | Distribuição da População por Grupos Etários | Distribuição da População por Grupos Etários | Distribuição da População por Grupos Etários |
| -------------------------------------------- | -------------------------------------------- | -------------------------------------------- | -------------------------------------------- | -------------------------------------------- |
| Ano                                          | 0-14 Anos                                    | 15-24 Anos                                   | 25-64 Anos                                   | > 65 Anos                                    |
| 2001                                         | 37                                           | 35                                           | 137                                          | 86                                           |
| 2011                                         | 19                                           | 23                                           | 102                                          | 79                                           |
| 2021                                         | 17                                           | 14                                           | 98                                           | 71                                           |